# U-972
Unterseeboot 972 foi um submarino alemão do Tipo VIIC, pertencente a Kriegsmarine que atuou durante a Segunda Guerra Mundial.

## Comandantes
| Comandante                 | Data                                      |
| -------------------------- | ----------------------------------------- |
| Oblt. Klaus-Dietrich König | 8 de abril de 1943 - 1 de janeiro de 1944 |

## Subordinação
Durante o seu tempo de serviço, esteve subordinado às seguintes flotilhas:
| Período                                      | Flotilha                                  |
| -------------------------------------------- | ----------------------------------------- |
| 8 de abril de 1943 - 30 de novembro de 1943  | 5. Unterseebootsflottille (treinamento)   |
| 1 de dezembro de 1943 - 1 de janeiro de 1944 | 6. Unterseebootsflottille (serviço ativo) |

## Operações conjuntas de ataque
O U-972 participou das seguinte operações de ataque combinado durante a sua carreira:
- Rudeltaktik Coronel 1 (15 de dezembro de 1943 - 17 de dezembro de 1943)
- Rudeltaktik Sylt (18 de dezembro de 1943 - 23 de dezembro de 1943)
- Rudeltaktik Rügen 1 (23 de dezembro de 1943 - 28 de dezembro de 1943)
- Rudeltaktik Rügen 2 (28 de dezembro de 1943 - 1 de janeiro de 1944)